# Polynia

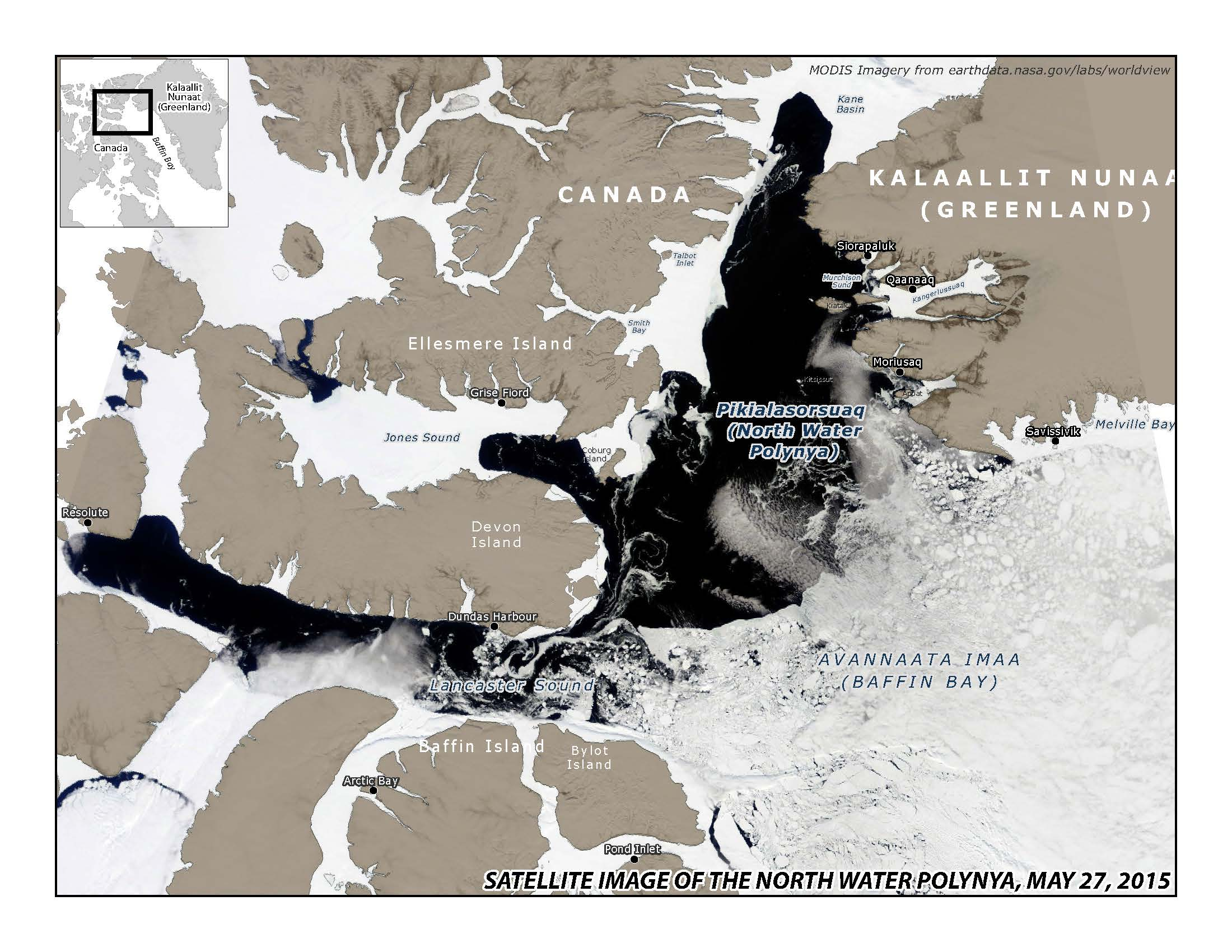
Satellitefoto av Pikialasorsuaq i maj 2015.

Polynia (från ryskans полынья, polynja), eller polynya, är en vak i havsis, som förblir öppen på vintern tack vare starka havsströmmar.
Under de senaste årtiondena har flera tillfälliga polynior varat ett antal vintrar. Till exempel Weddells polynia som varade 1974–1976.
Den största permanenta polynian är Pikialasorsuaq, grönländska som brukar översättas “Nordliga polynian”, engelska North Water Polynya (NOW). Den ligger mellan Grönland och Kanada i norra Baffinbukten. Den har en yta av ungefär 85 000 km2 och är en fristad för narval, vitval, valross och grönlandsval.
Polynian bildas på huvudsakligen två sätt:
- Vid en kust eller i lä av en ö, där vind eller strömmar för bort nybildad is.
- Genom att varmt vatten förs upp till ytan.